# Trekantområdet

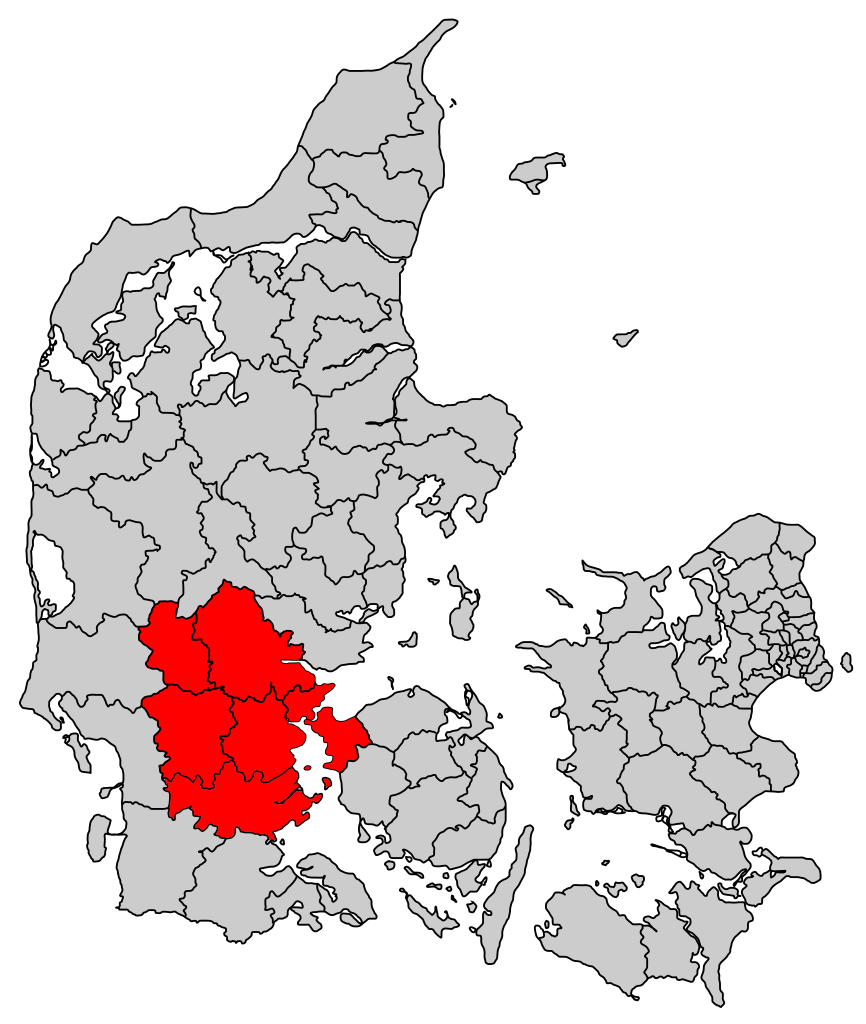
Trekantområdet: Lage der sieben Mitgliedsgemeinden in Dänemark

Trekantområdet (deutsch „Dreiecksgebiet“) bezeichnet im Allgemeinen das Gebiet rund um das dänische Städtedreieck zwischen Kolding, Vejle und Fredericia in der Region Syddanmark. Der Anfang der 1960er Jahre entstandene Begriff steht zudem aber auch für die grenzüberschreitende Zusammenarbeit zwischen den sieben dänischen Kommunen Billund, Fredericia, Haderslev, Kolding, Middelfart, Vejen und Vejle.
Das Gebiet dieser sieben Gemeinden umfasst eine Fläche von rund 4.151 km², auf der 417.372 Menschen (Stand: 1. Januar 2023) leben. Die größten Städte sind Kolding (62.338 Einwohner), Vejle (61.310) und Fredericia (41.243). Die Region zählt zu den wohlhabendsten in Dänemark; wirtschaftlich steht sie auf einer Höhe mit Aarhus und wird nur von Kopenhagen überholt. Durch ihre zentrale Lage bildet sie einen Hauptverkehrsknotenpunkt, in dem Dänemarks zweithöchstes Verkehrsaufkommen nach der Hovedstadsområdet eine Herausforderung für den Ausbau des Straßen- und Eisenbahnnetzes bedeutet.
Die Kooperation innerhalb des Trekantområdets nahm ihren Anfang im Jahr 1992, als sich sechs Nachbargemeinden auf eine engere Zusammenarbeit einigten; darunter waren die fünf ehemaligen Kommunen Kolding, Lunderskov, Middelfart, Vamdrup und Vejen sowie Fredericia als einzige dieser Gemeinden, die nach der Kommunalreform von 2007 in ihren Grenzen bestehen blieb. 1993 wurde das Bündnis um die beiden damaligen Kommunen Børkop und Vejle erweitert.
Die heutigen sieben Kommunen koordinieren ihre Zusammenarbeit über die Vereinigung Trekantområdet Danmark mit Sitz in Kolding, deren Leitung sich aus den Bürgermeistern der Gemeinden zusammensetzt. Sie führt Projekte im Wirtschafts-, Bildungs- und Kulturbereich durch, die das Ziel haben, die Rahmenbedingungen für Unternehmen und Bevölkerung in der Region zu verbessern.

## Kommunen
| Wappen | Kommune            | Einwohner (Stand 2023) | Fläche    | Sitz der Verwaltung |
| ------ | ------------------ | ---------------------- | --------- | ------------------- |
|        | Billund Kommune    | 27.021                 | 536,6 km² | Grindsted           |
|        | Fredericia Kommune | 52.173                 | 133,6 km² | Fredericia          |
|        | Haderslev Kommune  | 55.353                 | 813,3 km² | Haderslev           |
|        | Kolding Kommune    | 94.528                 | 604,4 km² | Kolding             |
|        | Middelfart Kommune | 39.961                 | 298,8 km² | Middelfart          |
|        | Vejen Kommune      | 42.924                 | 813,7 km² | Vejen               |
|        | Vejle Kommune      | 120.949                | 1062 km²  | Vejle               |
|        | Trekantområdet     | 417.372                | 4.151 km² |                     |